# Гура Јаломицеј (Јаломица)
Гура Јаломицеј (рум. Gura Ialomiței) насеље је у Румунији у округу Јаломица у општини Гура Јаломицеј. Oпштина се налази на надморској висини од 17 m.

## Становништво
Према подацима из 2002. године у насељу је живело 1352 становника, од којих су сви румунске националности.